# Alternativer Büchnerpreis
Der Alternative Büchnerpreis wurde von dem Darmstädter Bürger Walter Steinmetz gestiftet und sollte vor allem an den politischen Georg Büchner als Demokraten erinnern. Die Auszeichnung war mit 10.000 DM (ca. 5.000 Euro) dotiert. Sie sollte nicht mit dem Georg-Büchner-Preis verwechselt werden.

## Preisträger
- 1989: Walter Jens
- 1990: Dieter Hildebrandt (Kabarettist)
- 1991: Gerhard Zwerenz (Schriftsteller)
- 1992: Robert Jungk (Zukunftsforscher)
- 1993: Karlheinz Deschner